# 巴卡伊夫卡 (伊奇尼亞區)
50°53′12″N 32°8′43″E / 50.88667°N 32.14528°E
巴卡伊夫卡（烏克蘭語：Бакаївка），是烏克蘭北部的村莊，隸屬切爾尼希夫州的普里盧基區。該村始建於1600年，面積2.29平方公里，2001年人口749，人口密度每平方公里327.07人。